# HD 88842
HD 88842，又名CD-51 4578，SAO 237807、HR 4020，是一颗恒星，视星等为5.78，位于銀經279.69，銀緯3.84，其B1900.0坐标为赤經10h 9m 37.7s，赤緯-51° 3.84′ 38″。